# Застава Нигера
Застава Нигера је усвојена пре него што је ова земља стекла независност. Застава је хоризонтална тробојка наранџасте, беле и зелене боје. У центру се налази наранџасти круг као симбол Сунца. Наранџаста боја на застави представља северни део земље који је у Сахари, бела пруга представља чистоту а зелена наду и плодност земље. Неуобичајне димензије немају никакав симболички значај. 